# 南阿拉伯聯邦
南阿拉伯聯邦（阿拉伯语：اتحاد الجنوب العربي），是英國於1962年4月4日將原来的南阿拉伯酋長國聯邦的15個成员国予以整合後，建立的联邦制政體；1963年1月18日，将亚丁殖民地并入。1964年6月，將上奧拉基蘇丹國併入，自此南阿拉伯聯邦共有17個成员国。南阿拉伯聯邦曾於1966年組團參加在牙買加金斯敦所舉行的英联邦運動會。
後來，南阿拉伯聯邦由於反英独立運動而瓦解。1967年11月30日，被新成立的南也门人民共和国取代。

## 成員國
- 亞丁國（英语：State of Aden）
- 阿拉维谢赫国（英语：Alawi Sheikhdom）
- 阿克拉比谢赫国（英语：Aqrabi）
- 奧達里蘇丹國（英语：Audhali）
- 貝漢酋長國（英语：Emirate of Beihan）
- 达西奈谢赫国（英语：Dathina）
- 達拉酋長國（英语：Emirate of Dhala）
- 法德里蘇丹國（英语：Fadhli Sultanate）
- 豪沙比蘇丹國（英语：Haushabi）
- 拉赫季蘇丹國
- 下奥拉基蘇丹國（英语：Lower Aulaqi Sultanate）
- 下亚法苏丹国（英语：Lower Yafa）
- 穆夫利希谢赫国（英语：Maflahi）
- 沙伊布谢赫国（英语：Shaib）
- 上奧拉基谢赫国（英语：Upper Aulaqi Sheikhdom）
- 上奧拉基蘇丹國（英语：Upper Aulaqi Sultanate）
- 巴尔哈夫瓦赫迪苏丹国（英语：Wahidi Balhaf）

## 郵政

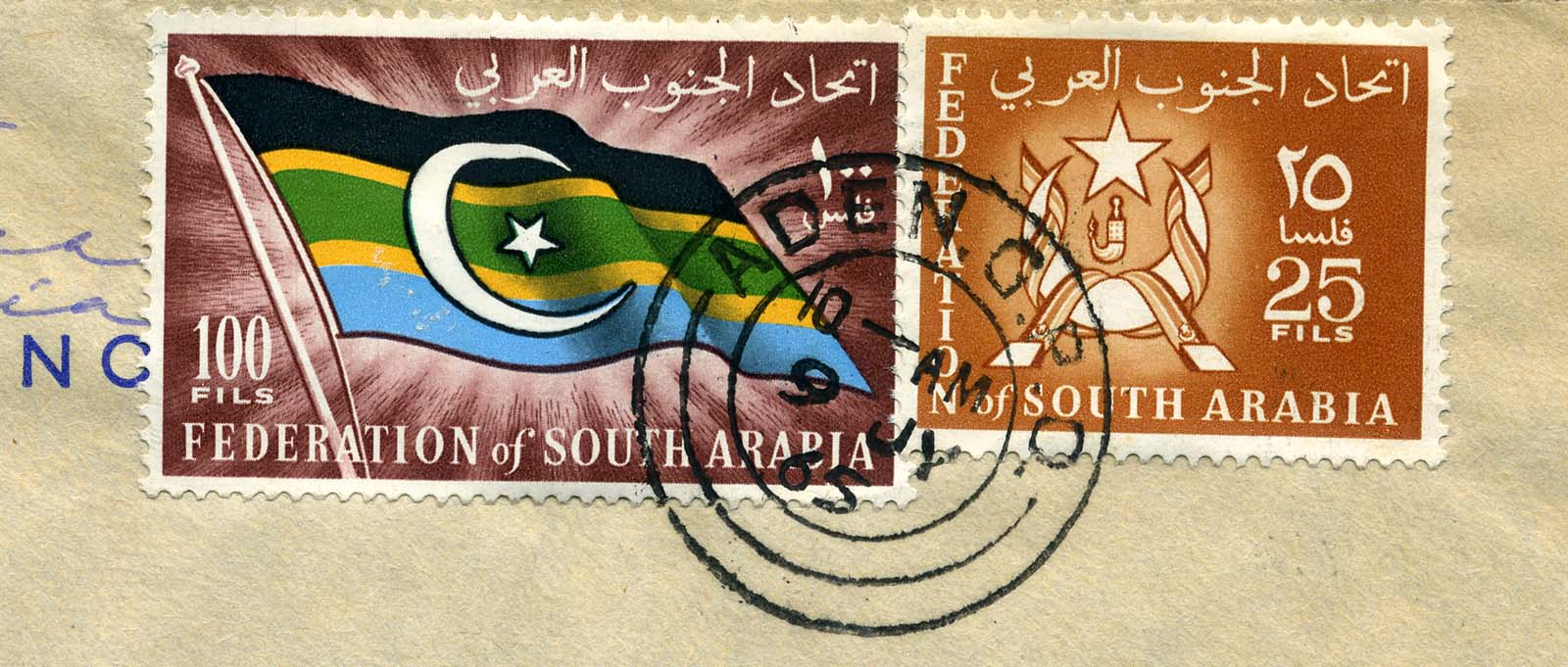
1965年限定在亞丁地區使用的其中兩款郵票

南阿拉伯聯邦曾於1963年至1966年間發行郵票，其大多數通行於整個英联邦。但也在1965年4月1日時發行過僅供內部使用之普通郵票，一共有十種，價格從5費爾至75費爾不等。每一款都用單一顏色描繪出聯邦的權威。而最貴的四款（100費爾、250費爾、500費爾，及1第納爾）則有國旗的圖案。